# Падронелу
Падронелу (порт. Padronelo)  —  район (фрегезия) в Португалии,  входит в округ Порту. Является составной частью муниципалитета  Амаранте. По старому административному делению входил в провинцию Дору-Литорал. Входит в экономико-статистический  субрегион Тамега, который входит в Северный регион. Население составляет 904 человека на 2001 год. Занимает площадь 1,51 км².
Покровителем района считается Андрей Первозванный (порт. Santo André). 